# Wang Jingwei
Wang Jingwei en chino tradicional: 汪 精衛; chino simplificado: 汪 精卫; pinyin: Wāng Jīngwèi; Wade-Giles: Wang Ching-wei; (Sanshui, Cantón, 4 de mayo de 1883 - Nagoya, 10 de noviembre de 1944) fue un político chino de la primera mitad del siglo XX, conocido por el papel que jugó durante la segunda guerra sino-japonesa y la Segunda Guerra Mundial.
Es conocido por su colaboración con los militares japoneses tras el comienzo de la segunda guerra sino-japonesa, llegando a ser jefe del Estado títere que los japoneses crearon en el territorio chino que habían ocupado. Curiosamente, Wang había sido miembro del Kuomintang (KMT) y llegó a ser un importante líder dentro del partido, siendo incluso un colaborador del generalísimo Chiang Kai-shek. Sin embargo, falleció durante una intervención médica antes de que finalizara la contienda. Debido a esto, en la historiografía china posterior a la Segunda Guerra Mundial ha pasado a ser conocido como un traidor y colaboracionista.

## Biografía

### Primeros años
Nacido en Sanshui (Guangdong) en 1883, Wang se trasladó a Japón como un estudiante internacional patrocinado por el régimen imperial chino. Durante su estancia en tierra japonesa se convirtió en íntimo confidente de Sun Yat-Sen, y más tarde en uno los más importantes y activos miembros del movimiento que posteriormente se denominaría Kuomintang.
En los años que precedieron a la Revolución de Xinhai de 1911, fue un activo opositor al Gobierno imperial. Wang ganó mucho apoyo y prestigio durante este periodo como un excelente orador y como un firme partidario del nacionalismo chino. Fue encarcelado por participar en un complot para asesinar al regente, el príncipe Chun, aunque durante el juicio llegó a admitir su culpabilidad en repetidas ocasiones. 
Estuvo encarcelado desde 1910 hasta el inicio del Levantamiento de Wuchang un año después, y tras su liberación se convirtió en un héroe nacional. Para entonces, la dinastía Qing había colapsado y el 1 de enero de 1912 se produjo la proclamación de la República de China, con Sun Yat-sen a la cabeza del nuevo régimen.

### Carrera política
A comienzos de la década de 1920 Wang ocupó numerosos puestos en el gobierno revolucionario de Sun Yat-sen establecido en Cantón, y fue el único miembro del círculo personal de Sun que le acompañó en sus viajes fuera del territorio controlado por el Kuomintang (KMT). Cuando este murió en 1925, muchos creyeron que Wang era el candidato para suceder a Sun como líder del KMT, pero acabó perdiendo el control del partido y del ejército en favor de Chiang Kai-shek. Fue quien redactó el testamento de Sun, que este firmó el día antes de fallecer el 12 de marzo de 1925. A la muerte de Sun, fue uno de los tres principales dirigentes del partido que pugnaron por sucederlo a frente de la organización, junto con Hu Hanmin y Liao Zhongkai. En la gran reorganización gubernamental que tuvo lugar en julio de 1925, tras la recuperación de Cantón de manos de las fuerzas rebeldes de los ejércitos de Yunnan y Guangxi, pasó a presidir tanto el Gobierno como el Consejo Político del Kuomintang — el órgano oficioso del partido para controlar el Gobierno y el Consejo Militar, del que dependían las fuerzas armadas fieles al KMT — y el Consejo Militar. El asesinato de un importante dirigente del partido favorable a la alianza con la Unión Soviética en agosto a manos del ala derechista del Kuomintang acabó con el reforzamiento del poder de Wang y de Chiang. La colaboración entre los dos acabó tres seis meses, en marzo de 1926, cuando Chiang aprovechó una crisis interna para expulsar de Cantón a Wang y hacerse con el poder tanto en el partido como en el Gobierno cantonés.
A partir de entonces destacó por liderar la facción izquierdista del KMT, partidaria de mantener la colaboración con el Partido Comunista de China (PCCh). Aunque en la ciudad de Wuhan esta colaboró estrechamente con los comunistas chinos, ideológicamente Chiang estaba opuesto al comunismo y de hecho miraba con suspicacia a los asesores de la Internacional Comunista destinados en el KMT. Nunca creyó que los comunistas pudieran ser ni verdaderos patriotas ni verdaderos nacionalistas chinos. En 1927, Wang intentó continuar esa colaboración desde el gobierno del KMT en Wuhan, pero su rival en el gobierno republicano chino (Chiang Kai-shek) se impuso en la lucha por el poder durante la llamada Expedición del Norte. Como el resto de los principales dirigentes del Kuomintang y el propio Sun en los últimos años antes de su muerte, Wang abogó hasta 1927 por la alianza con los comunistas y la agitación entre obreros y campesinos. Tanto la derecha como la izquierda del KMT acabaron por romper la alianza — conocida como «Primer Frente Unido» — con los comunistas en 1927, pero Wang y sus partidarios mantuvieron el programa radical de los últimos años de Sun, que la derecha descartó.
 Fundamentalmente, la izquierda del partido, agrupada en torno a Wang, defendía el mantenimiento de la movilización de las masas y un intenso antiimperialismo, y supuso una poderosa oposición para el Gobierno de Nankín.

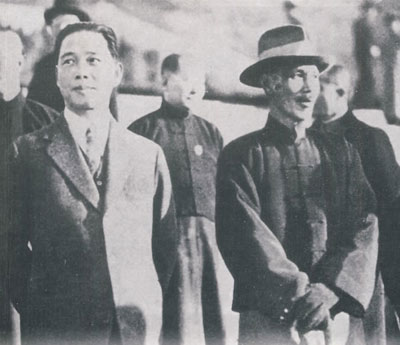
Wang Jingwei y Chiang Kai-shek, hacia 1926.

Para entonces Wang había perdido gran parte de su antiguo poder en el KMT, y hacia 1926 Chiang Kai-shek logró que Wang Jingwei se trasladara a Europa junto a su familia en una corta estancia de "vacaciones". Precisamente por la colaboración que Wang manifestaba hacia los comunistas, para Chiang era especialmente importante tener a Wang fuera de Cantón mientras pretendiera iniciar la persecución contra éstos por la posible obstrucción que este pudiera presentar. La alianza táctica entre Chiang, apartado del poder en Nankín por la camarilla de Guangxi para facilitar la reconciliación entre las fracciones de izquierda y de derecha del Kuomintang, y Wang que logró el regreso de Chiang al frente de las fuerzas sureñas y que desbarató el poder de la camarilla de Guangxi en Nankín, se quebró tras el efímero levantamiento comunista de Cantón. Chiang y la derecha del partido aprovecharon el alzamiento, acaecido en territorio controlado por Wang, para acusar a este de connivencia con los comunistas y forzarlo a exiliarse. La marcha de Wang aseguró que Chiang se hiciese con el poder en el partido, el Gobierno y las Fuerzas Armadas en el siguiente pleno del Kuomintang, celebrado en enero de 1928. La fracción de Wang quedó completamente derrotada frente a los conservadores del partido, que impusieron su línea política. Los seguidores de Wang y aquellos preocupados por el aumento del poder de los militares y el abandono de los aspectos revolucionarios del programa del partido constituyeron a partir de entonces la oposición al Gobierno de Nankín.
Después de completar con éxito su campaña militar en el Norte, y de conseguir la unificación teórica de China, Chiang Kai-shek estableció un nuevo gobierno en la ciudad de Nankín. Esta ciudad se convertiría en la nueva capital de China y desde la cual lanzó la campaña de persecución contra los comunistas.

### Primer ministro de China
Tras aceptar definitivamente el liderazgo del ya convertido en «Generalísimo» Chiang Kai-shek y unirse al gobierno del Kuomintang en Nankín, Wang continuaría siendo una figura importante en el partido, y pasó a convertirse en un admirador de los movimientos fascistas europeos, llegando a viajar a la Alemania nazi - donde buscó el apoyo del gobierno de Adolf Hitler. Esta importancia dentro de Kuomintang le llevaría a ser nombrado primer ministro de China en 1932, aunque las disputas con Chiang nunca desaparecieron del todo y siguieron manifestándose hasta su dimisión de ese cargo en diciembre de 1935, tras quedar gravemente herido durante un fallido intento de asesinato. Durante el Incidente de Xi'an, en el que Chiang fue detenido por su propio general Zhang Xueliang, Wang propuso el envío de una expedición de castigo para atacar a Zhang. Sin embargo, tanto la esposa de Chiang, Soong May-ling, como el hermano de esta, Tse-ven Soong, se opusieron terminantemente dado que temían que aquella acción llevara a la muerte del generalísimo y al reemplazo de este por Wang.
Tras el comienzo de la segunda guerra sino-japonesa en 1937, Wang Jingwei apoyó al gobierno nacionalista en contra de la invasión japonesa y a finales de año se trasladó junto al resto del gobierno a la ciudad de Chongqing, que se convertía en la nueva capital china tras la conquista japonesa de Nankín. La sucesiva ocupación de importantes territorios por parte del Ejército imperial japonés llevó a Wang a volverse pesimista sobre el resultado de la contienda. Comenzó a ser conocido por su derrotismo y por exponer sus opiniones derrotistas incluso en discursos públicos. Hacia 1938 perdió toda esperanza de victoria frente a los japoneses y abandonó al gobierno de Chiang Kai-shek, marchándose a la Indochina francesa.

### El gobierno de Nankín

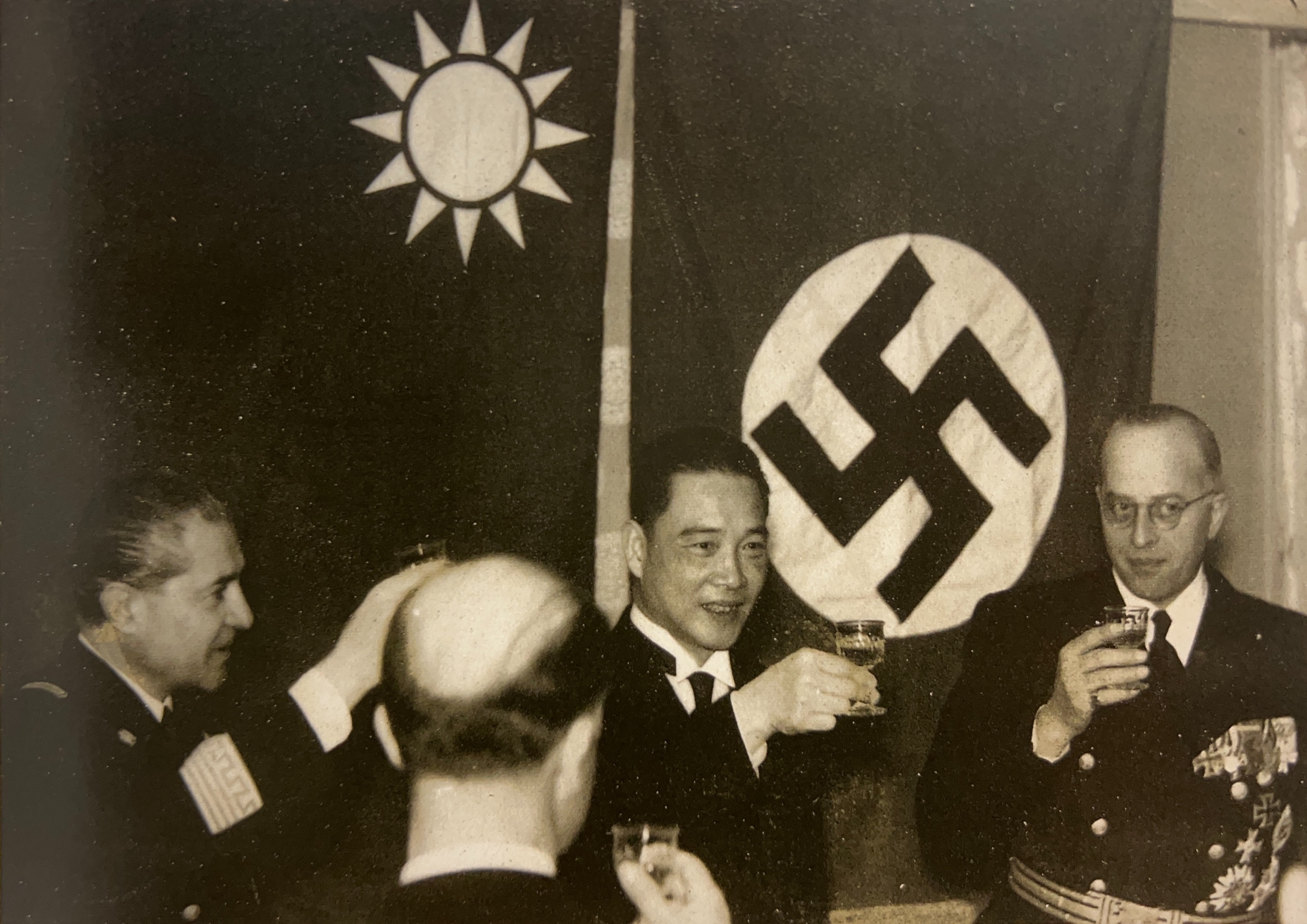
Wang recibiendo a una delegación de la Alemania nazi en 1941.

En 1940 Wang aceptó la oferta japonesa para convertirse en el presidente del régimen chino colaboracionista en Nankín, siendo reconocido como jefe del Estado chino por Japón y sus aliados durante la Segunda Guerra Mundial. Nunca han estado claras las razones que lo llevaron a aceptar el puesto ofrecido por los japoneses. La interpretación más habitual atribuye esta decisión a la idea extendida de que el poder militar japonés era invencible, y que la colaboración era la mejor manera de servir al país. En noviembre de 1940 el gobierno liderado por Wang firmó el llamado "Tratado Sino-Japonés", un documento muy parecido al de las 21 Demandas que los japoneses ya habían exigido tiempo atrás en materia política, militar, y numerosas concesiones económicas.
Fue por esta época cuando España franquista envió una misión diplomática a la China de Nankín, con el objetivo de recuperar el privilegio de extraterritorialidad, pero también para lograr el reconocimiento diplomática del nuevo régimen español por parte de las autoridades chinas. Esta misión estaba encabezada por el teniente general Alberto Castro Girona, estando compuesto todo el grupo diplomático por 20 personalidades. El 29 de mayo de 1940 llegó al puerto de Shanghái, aunque también llegó a visitar Japón. La entrada en guerra de Italia el 10 de junio puso fin a la misión diplomática española, después de que el Ministerio de Exteriores les ordenara volver a España. Llegó a haber conversaciones con el ministro de exteriores de Wang Jingwei, pero no se logró alcanzar ningún acuerdo firme. El 6 de agosto los enviados españoles embarcaron de vuelta en Shanghái. Al final todos los esfuerzos diplomáticos fueron abandonados en pos de mantener la amistad con las fuerzas del Eje. Tal y como afirma Florentino Rodao:

Y si bien el período intenso en las relaciones con Japón fue un período breve, que decayó desde poco después del estallido de la Guerra del Pacífico y no tuvo mayores consecuencias, en el caso de España y China, no obstante, los recuerdos perduraron durante bastantes años.

En los territorios chinos ocupados por Japón, los precios de los productos básicos aumentaron sustancialmente cuando el esfuerzo bélico de Japón aumentó tras su entrada en la Segunda Guerra Mundial: por ejemplo, en el Shanghái de 1941 los precios aumentaron once veces sobre su valor normal. La vida diaria era difícil y a partir de 1943, cuando la guerra se volvió contra los japoneses, la situación se volvió aún más complicada para la China ocupada. La población local recurrió al mercado negro con el fin de obtener los elementos necesarios o para mantener una situación privilegiada.

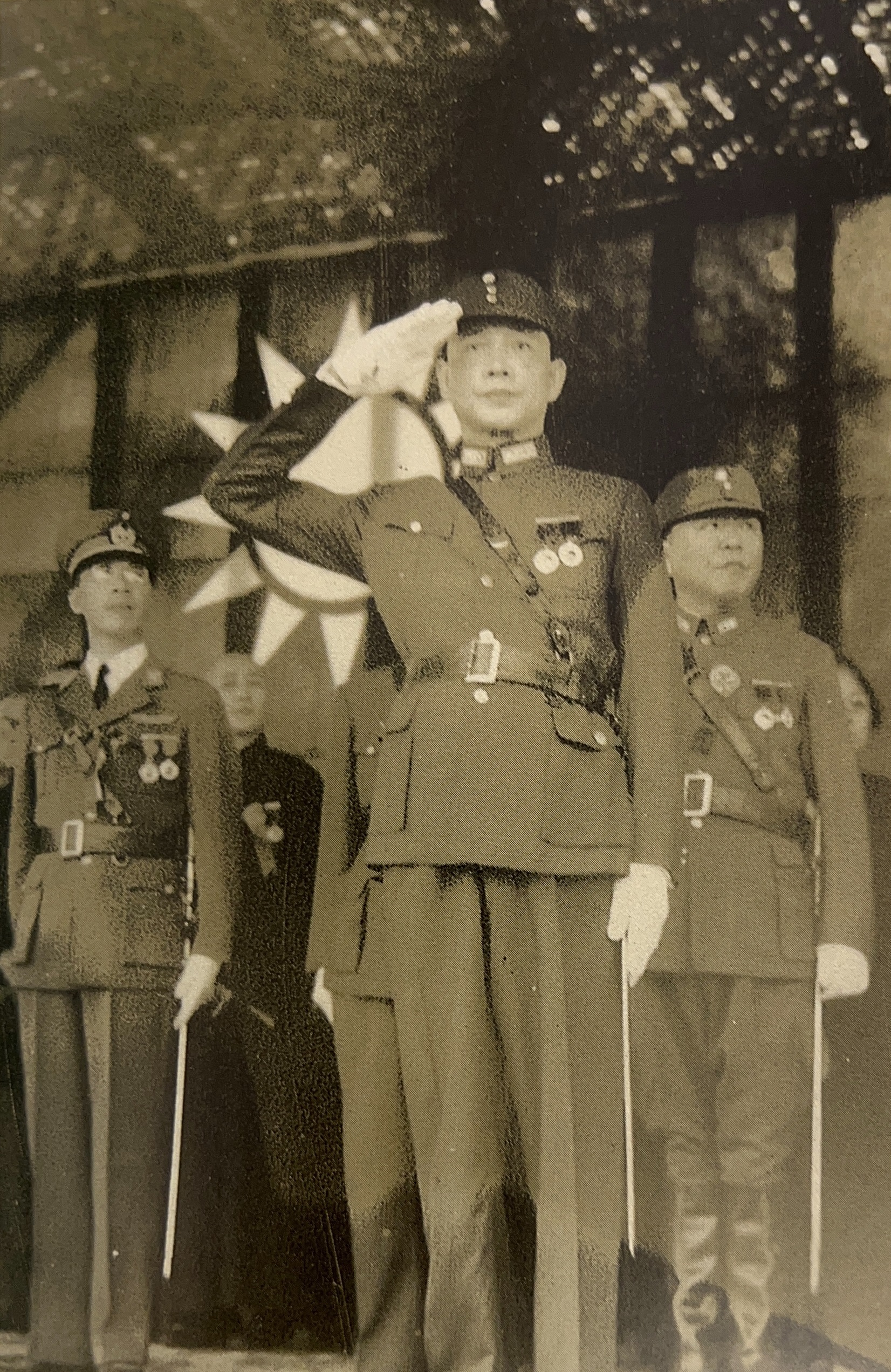
Wang Jingwei en uniforme militar, después de 1940.

Los organismos policiales japoneses — el Kempeitai y el Tokkō — la policía colaboracionista china y los voluntarios chinos al servicio de los japoneses trabajaron conjuntamente para censurar la información, controlar cualquier oposición, y torturar a los opositores y disidentes. Incluso una agencia secreta local, el Tewu, fue creada con la asistencia de asesores del Ejército imperial japonés. Sin embargo, toda esta acción represiva no impidió las actividades de sabotaje y de oposición contra el régimen de Wang Jingwei. Desde la constitución del Gobierno de Nankín, la autoridad de este solo se extendía a algunos de los territorios bajo ocupación japonesa y solo contó con la adhesión de unos pocos oficiales chinos. El propio Wang se convirtió en el centro de la resistencia antijaponesa, siendo demonizado y marcado como un "architraidor" tanto por la retórica del Kuomintang como por los comunistas. Incluso entre la población china se convirtió en un personaje enormemente impopular, la cual lo consideró un traidor tanto al estado chino como a la etnia Han.
En noviembre de 1943 Wang participó en la Conferencia de la Gran Asia Oriental, que se celebró en Tokio con Japón como anfitrión y con la asistencia de algunos gobiernos colaboracionistas de Asia. La reunión en realidad trató asuntos poco importantes y fue meramente propagandística, en parte por la denominada «Esfera de Coprosperidad de Asia Oriental». A principios de 1944, viajó a Japón para recibir tratamiento médico por una herida producto de un fallido intento de asesinato en 1939. Inesperadamente, Wang murió el 10 de noviembre en Nagoya. Fue enterrado en Nanjing junto al Mausoleo de Sun Yat-sen, en una tumba especialmente construida. Poco después de la derrota de Japón y la vuelta del gobierno nacionalista a Nankín, la tumba de Wang fue destruida y su cuerpo resultó incinerado.

## Legado
Por el rol que jugó durante la guerra del Pacífico y su colaboración con la ocupación japonesa de China, la figura de Wang Jingwei ha sido duramente criticada por los historiadores chinos, tanto por los de la China continental como por los de Taiwán, que lo han considerado un traidor a la patria. Su nombre incluso se ha convertido en un sinónimo de "traidor" o "traición" tanto en la China continental como en Taiwán. Debido a su colaboracionismo, ambos bandos han silenciado su relación inicial con Sun Yat-sen.